# Sogno americano

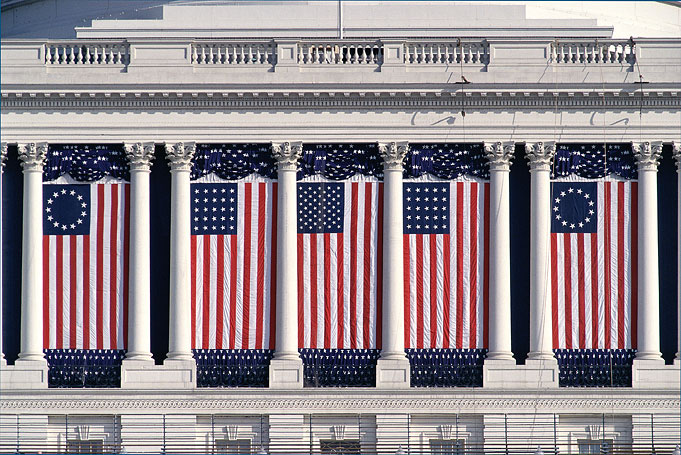
Bandiere storiche degli Stati Uniti d'America esposte al Campidoglio di Washington.

Per sogno americano (in inglese American Dream) ci si riferisce alla speranza, condivisa sia dagli estimatori degli Stati Uniti d'America sia da parte degli stessi abitanti, che attraverso il duro lavoro, il coraggio, la determinazione sia possibile raggiungere un migliore tenore di vita e la prosperità economica. Questi valori erano condivisi da molti dei primi coloni europei approdati in America, e sono stati poi trasmessi alle generazioni successive. Cosa sia diventato il sogno americano è una questione continuamente discussa; alcuni ritengono che abbia portato ad enfatizzare esclusivamente il benessere materiale come misura del successo e/o della felicità.

## Profilo storico

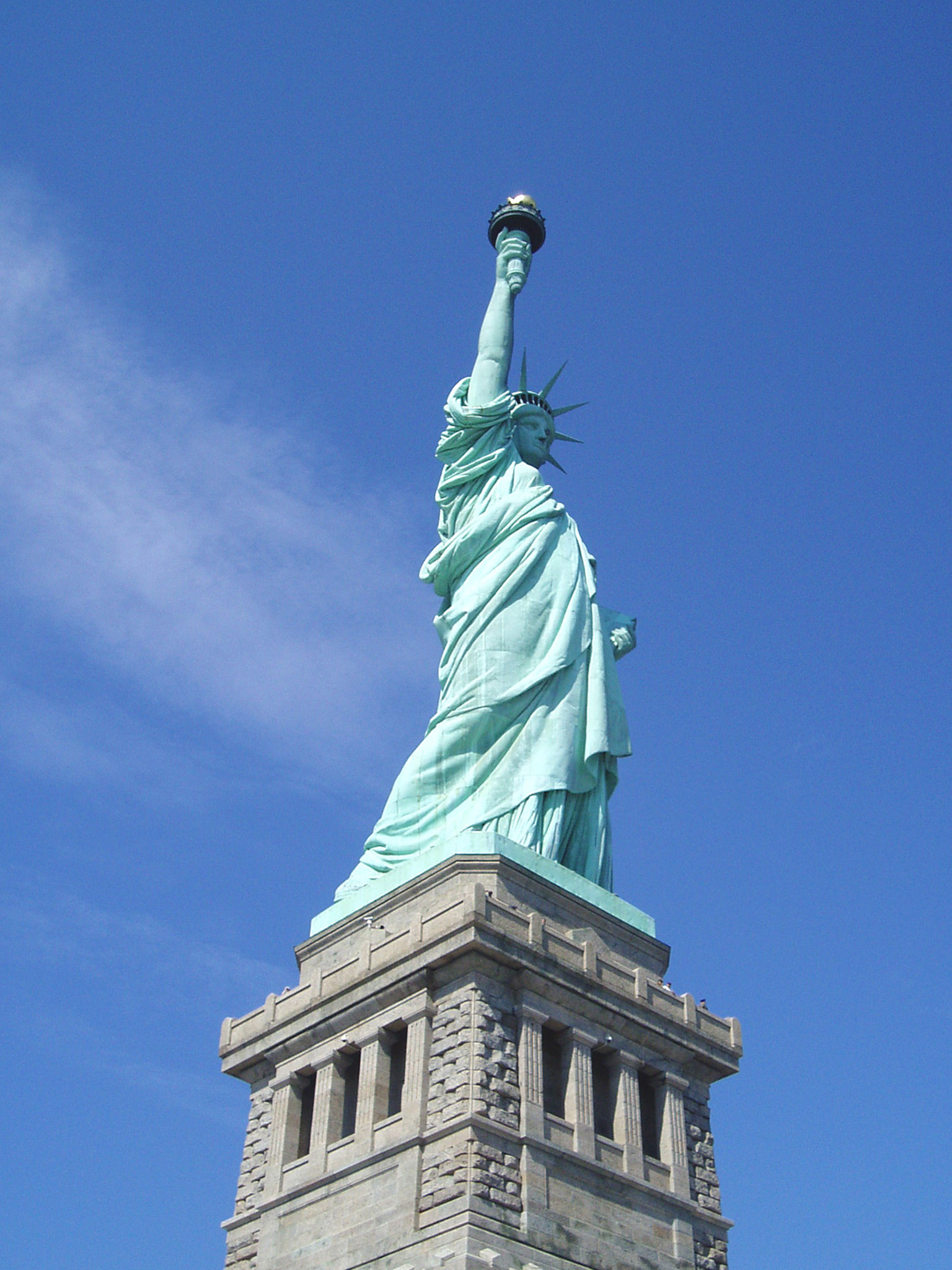
La Statua della Libertà è stata il primo elemento degli Stati Uniti visto da milioni di immigranti americani, arrivati dall'Europa navigando attraverso l'Oceano Atlantico, dagli anni 1880 agli anni 1960, periodo in cui gli aeroplani a getto soppiantarono le navi transatlantiche.

L'origine del sogno americano proviene dall'allontanamento dei modelli del Vecchio Mondo. Lo sviluppo della Rivoluzione industriale creò la possibilità di migliorare la propria condizione sociale. Molti dei primi imprenditori statunitensi si diressero a ovest, verso le Montagne Rocciose. Il sogno americano fu un fattore primario non solo per la corsa all'oro di metà Ottocento, ma anche nelle successive ondate di immigrazione che caratterizzarono quel secolo e il successivo.
In Europa, le crisi come la grande carestia irlandese, spinsero molti dei più poveri europei ad emigrare in America. A metà del XIX secolo arrivò negli Stati Uniti un numero considerevole di emigranti dalla Cina e dal Giappone, tutti alla ricerca del sogno americano. Questo fenomeno portò alla formazione di molti quartieri cinesi (le cosiddette Chinatown), nelle maggiori città, come San Francisco, e New York. Con l'avvicinarsi del XX secolo, le grandi personalità dell'industria divennero le nuove icone del sogno americano. Per tutto il diciannovesimo secolo, gli emigranti fuggirono dalle monarchie dell'Europa occidentale, mentre l'economia statunitense era costruita da persone che erano consapevolmente libere da tali costrizioni.
Chi arrivava nel Nuovo Mondo portava con sé anche la speranza dell'uguaglianza. In quello che è forse il suo discorso più famoso, I have a dream, Martin Luther King nomina il sogno americano:

## Immigrazione
Il sogno americano, come pure la fuga dalla persecuzione o dalla guerra, è sempre stato una delle cause principali dell'arrivo degli emigranti in America. In tutta la sua storia l'America è stata un luogo di opportunità per gli imprenditori delle altre zone del mondo.
Con l'avvento del XX secolo, il sogno americano cominciò ad attirare un numero consistente di emigranti dall'est e dal sud dell'Europa. Moltissimi italiani, polacchi, greci, russi, ebrei vennero a cercare lavoro nelle città industriali come New York, Chicago, Filadelfia e Detroit. L'ondata di immigrazione continuò fino allo scoppio della prima guerra mondiale. Dopo il conflitto, il sentimento nativista portò a una restrizione delle norme sull'immigrazione, che continuò fino all'entrata in vigore dell'Immigration and Nationality Services Act of 1965, la nuova legge che permise la ripresa dell'immigrazione su più larga scala.
Durante il tragitto per arrivare dovevano fare sosta alle Ellis Island dove venivano effettuati controlli medici e venivano chieste opinioni personali.
Il sogno americano sembra continuare ad esercitare il suo fascino in molte altre nazioni. Gli Stati Uniti rimangono a tutt'oggi una calamita per gli emigranti, dato che ogni anno accolgono un milione di nuovi arrivati legalmente riconosciuti - il più grande flusso d'immigrazione del mondo. Tuttavia, se nelle passate generazioni gli emigranti erano per lo più europei, la gran parte degli odierni immigrati proviene dall'Asia e dall'America Latina.

## Il sogno americano nel tempo

Americanization of California (1932) di Dean Cornwell

Nel corso del XX secolo, il sogno americano ha avuto le sue sfide. Dopo il periodo di relativa tranquillità e prosperità della Belle Époque, la Grande depressione e le due guerre mondiali causarono vaste sofferenze e privazioni durante gli anni trenta, e fu quasi un rovesciamento del sogno per le persone che ne furono direttamente colpite. I fermenti razziali non scomparvero, e in certe zone degli Stati Uniti la violenza razziale era comunissima. C'erano anche ansia e preoccupazione per la campagna antidemocratica nota come Maccartismo, ingaggiata contro i sospettati di simpatie comuniste.
Dalla fine della seconda guerra mondiale, le giovani famiglie statunitensi, cercarono di vivere con relativo benessere e stabilità nei sobborghi che venivano costruiti attorno alle maggiori città. Questo portò all'arrivo dei (relativamente) conservatori anni cinquanta, quando molti inseguirono la "famiglia perfetta" come parte o conseguenza del sogno americano. Questo stato di cose fu infranto da una nuova generazione di giovani che abbracciarono i valori hippie degli anni sessanta, negando i valori tradizionali come il sogno americano. In tempi moderni, il Sogno Americano è visto come un possibile traguardo, dato che tutti i bambini possono andare a scuola e avere un'istruzione. Anche se la spinta verso di esso diminuì durante quegli anni, il sogno in sé non morì mai.
Negli anni ottanta, ovvero nell'era del consumismo grazie ai progressi dell'industria tecnologica e digitale e ai film della New Hollywood come Scarface, il sogno americano rinasce venendo mitizzato dai giovani dell'epoca e negli anni novanta, la ricerca del sogno americano può essere individuata nel boom delle cosiddette dot-com. La gente negli Stati Uniti, come nel resto del mondo, ha investito le sue energie nella nuova corsa all'oro di Internet, sempre guidata dalla stessa fede secondo cui chiunque, con abilità e duro lavoro, può avere successo in America. Persone normalissime misero in piedi delle compagnie dal loro stesso garage di casa e divennero milionari. Questo nuovo capitolo del Sogno Americano di nuovo divenne un richiamo per il mondo e attrasse molte persone intraprendenti dalla Cina e dall'India verso la Silicon Valley per avviare nuove aziende e cercare fortuna in America. Tuttavia, questo sogno si infranse clamorosamente nella primavera del 2000, allorché quasi tutte le nuove “start up” tecnologiche crollarono nel mercato borsistico NASDAQ.
Arnold Schwarzenegger fu definito la personificazione del sogno americano. Un esempio recente della realizzazione del sogno americano è il caso di Tamir Sapir. Immigrato della Georgia, Samir arrivò in America nel 1973 e iniziò a lavorare come tassista a New York. Mettendo da parte risparmi per acquistare un negozio di elettronica, si conquistò principalmente la clientela russa. Alla fine stabilì contatti con la delegazione sovietica alle Nazioni Unite a New York, e commerciò materiale elettronico in cambio di contratti petroliferi, che poi vendette a compagnie statunitensi. Investendo i profitti in beni immobili a Manhattan, diventò un miliardario nel 2002, meno di trent'anni dopo essere arrivato in America senza un soldo in tasca. Come molte storie di persone passate dalla povertà alla ricchezza (“from rags to riches”, Horatio Alger), la sua è una storia unica che sarebbe difficile ripetere. Oggi Sapir è noto come il "tassista milionario" d'America.
Il grande sogno americano, tutt'oggi oltre a essere mitizzato vive nell'immaginario collettivo di chi vive negli Stati Uniti e dei giovani immigrati europei che emigrano in America alla ricerca di fortuna e di condizioni di lavoro più dignitose. Persone e filosofie come quelle di Anthony Robbins, il guru dell'automiglioramento, rappresentano oggi, valorizzandola, l'immagine del self-made man, la prova che con il duro lavoro e la perseveranza i risultati e il successo sono garantiti.

## Critiche

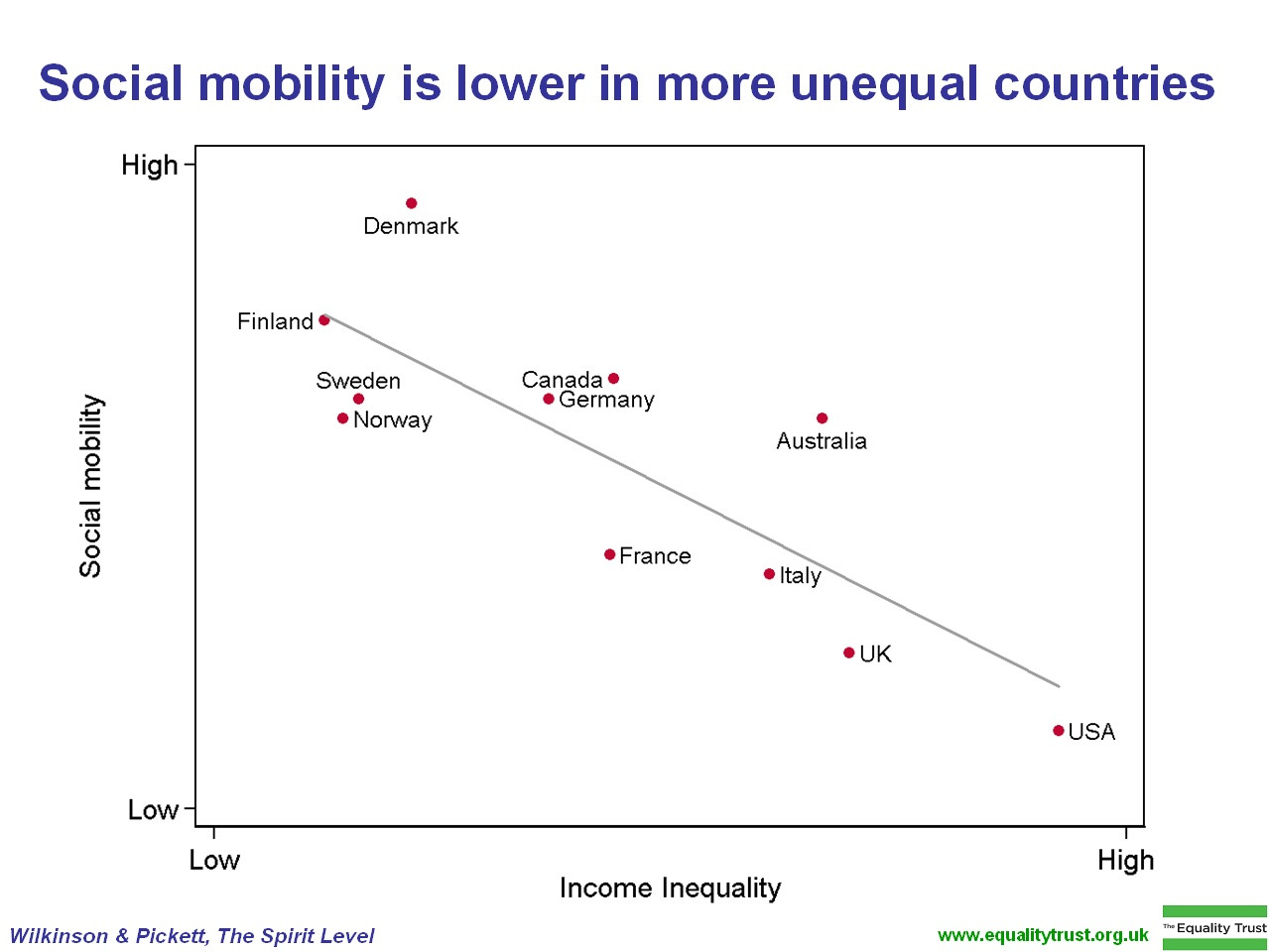
La mobilità sociale è inferiore nei paesi più disuguali (come gli Stati Uniti).

Il concetto del sogno americano è stato oggetto di critiche, per quanto riguarda gli europei soprattutto da parte degli ambienti cristiani e da quelli socialisti, che hanno avuto in passato e continuano ad avere oggi un'importante influenza culturale.
Per i critici esso ignora altri fattori:
- i troppi privilegi;
- il protezionismo;
- la diversa facilità di frequentare ambienti sociali, culturali, produttivi o imprenditoriali positivi per migliorare notevolmente le proprie attitudini e talenti;
- la discriminazione razziale;
- l'incapacità dei poveri di tutelare i propri diritti per scarsità di istruzione;
- sistema sociale di violenza autoincentivante e conflittualità ben oltre il diritto di portare armi;
- la fortuna;
- la famiglia;
- lo stato di benessere in cui una persona è nata;
- i fattori genetici come il quoziente d'intelligenza e gli attributi fisici, fra i quali per esempio la bellezza, o comportamentali, come la tendenza di una persona ad essere più o meno estroversa;
- l'incapacità dei poveri di tutelare i propri diritti per mancanza di denaro.

I critici ritengono inoltre che, come dice il vecchio adagio "il denaro non dà la felicità", accumulare grandi ricchezze non dovrebbe essere e non è il sogno di tutti.
Vari lavori letterari condividono questo scetticismo, come la commedia di Arthur Miller Morte di un commesso viaggiatore. La commedia, un classico statunitense della letteratura, vede il protagonista Willy Loman lottare e fare i conti con il fatto che il suo sogno americano è inattuabile.

## Narrativa
- Walt Whitman
- Horatio Alger
- Upton Sinclair, The Jungle, 1906
- Francis Scott Fitzgerald, Il grande Gatsby (The Great Gatsby, 1925)
- John Steinbeck, Uomini e topi (Of Mice and Men, 1937)
- Arthur Miller, Morte di un commesso viaggiatore (Death of a Salesman, 1949)
- Edward Albee, The American Dream (1960)
- Hunter Stockton Thompson, Paura e disgusto a Las Vegas (Fear and Loathing in Las Vegas, 1971)

## Filmografia
- Furore (1940) di John Ford
- Quarto potere (Citizen Kane, 1941) di Orson Welles
- Easy Rider (1969) di Dennis Hopper
- Il grande Gatsby (1974) di Jack Clayton
- Scarface (1983) di Brian De Palma
- Forrest Gump (1994) di Robert Zemeckis
- Paura e delirio a Las Vegas (Fear and Loathing in Las Vegas, 1998) di Terry Gilliam, tratto dal romanzo di Hunter S. Thompson
- American Dreams (2002-2005), serie televisiva ideata da Jonathan Prince
- La ricerca della felicità (2006) di Gabriele Muccino
- The Wolf of Wall Street (2013) di Martin Scorsese
- Il Grande Gatsby (2013) di Baz Luhrmann

## Musica
La cantante Madonna lo celebra nella sua canzone American Life dall'album omonimo del 2003.
Il duo musicale MKTO lo celebra nella canzone American Dream dall'album MKTO del 2014.
Il famoso cantautore statunitense Bruce Springsteen celebra e condanna in molti dei suoi album e delle sue canzoni il sogno americano. Da ricordare sono gli album:
- Born to Run e le canzoni Thunder Road, Born to Run e Jungleland, nelle quali il boss esprime un forte sentimento di pulsione verso il raggiungimento di una "terra promessa" dove potersi realizzare pienamente.
- Wrecking Ball : in questo album Springsteen racconta la nuova visione del sogno americano, quella di un uomo adulto, saggio che ha visto ormai come realmente accadono le cose nel mondo. Il sogno è ormai molto lontano e non è così facile rincorrerlo; il periodo di crisi che sconvolge la sua nazione fa sembrare ogni e qualunque possibilità di affermazione sociale vana, impossibile. La speranza di sovvertire questo stato di nichilismo esiste, è un bagliore lontano che continua ad illuminare la via del successo.

È spesso chiamata "sogno degli americani" la popstar Britney Spears, come cita lei stessa nella sua hit Piece of Me.
L'American Dream viene citato dalla band italiana Måneskin all'interno della canzone Gossip (composta con la partecipazione di Tom Morello) dall'album Rush!.
Il concetto è inoltre presente nell'ultimo album del rapper americano 21 SavageAmerican dream.
Sogno americano è il titolo di una delle tracce dell'album La bellavita di Artie 5ive.